# The Mandalorian
The Mandalorian (također poznat kao Star Wars: The Mandalorian) američka je televizijska serija koju je stvorio Jon Favreau, a producirao Lucasfilm Ltd. Distribuira se na streaming platformi Disney+ od 12. studenog 2019..
Ovo je prva televizijska serija smještena u svemiru Zvjezdanih ratova. Događaji unutar serije odvijaju se oko pet godina nakon onih radnje u filmu Povratak Jedija i 25 godina prije onih u Sila se budi. Protagonist je Din Djarin, mandalorski lovac na glave koji djeluje izvan granica Nove Republike.
Prvu sezonu, koja se sastojala od osam epizoda, pozitivno su ocijenili kritičari i publika. Također je nominirana za izvanrednu televizijsku dramsku seriju na 72. dodjeli nagrada Primetime Emmy i osvojila sedam nagrada Primetime Creative Arts Emmy.
Serija je obnovljena za drugu sezonu koja je premijerno prikazana 30. listopada 2020. Treća sezona, u razvoju od travnja 2020. potvrđena je u prosincu iste godine.

## Radnja
Nakon priča o Jangu i Bobi Fettu, u svemiru Ratova zvijezda pojavljuje se još jedan ratnik. Mandalorian je postavljen nakon pada Carstva i prije pojave Prvog reda. Pratimo muke usamljenog revolveraša u vanjskim dijelovima galaksije daleko od autoriteta Nove Republike.

## Pregled serije
| Sezona | Epizoda | Datum               | Datum              |
| Sezona | Epizoda | Premijera           | Finale             |
| ------ | ------- | ------------------- | ------------------ |
| 1      | 8       | 12. studenoga 2019. | 27. prosinca 2019. |
| 2      | 8       | 30. listopada 2020. | 18. prosinca 2020. |
| 3      | 8       | 1. ožujka 2023.     | 19. travnja 2023.  |

| Prva sezona (2019.) 1. Chapter 1: The Mandalorian 2. Chapter 2: The Child 3. Chapter 3: The Sin 4. Chapter 4: Sanctuary 5. Chapter 5: The Gunslinger 6. Chapter 6: The Prisoner 7. Chapter 7: The Reckoning 8. Chapter 8: Redemption | Druga sezona (2020.) 1. Chapter 9: The Marshal 2. Chapter 10: The Passenger 3. Chapter 11: The Heiress 4. Chapter 12: The Siege 5. Chapter 13: The Jedi 6. Chapter 14: The Tragedy 7. Chapter 15: The Believer 8. Chapter 16: The Rescue |

## Glumačka postava

### Glavni
- Pedro Pascal kao Mandalorian, "Mando", rođen kao Din Djari: Usamljeni revolveraš i lovac na glave. On je "utemeljitelj" kojeg su u ranoj dobi spasili drugi Mandalorijanci.
- Razni lutkari kao The Child, rođen kao Grogu: Vrlo mlad član iste vrste kao i učitelj Yoda, vješt u korištenju Sile. Unatoč izgledu i ponašanju djeteta, Child ima 50 godina, jer njegova vrsta stari vrlo sporo. Na početku serije Klijent (tajanstveni neimenovani agent, ostatak bivšeg Galaktičkog carstva) nudi veliku nagradu svakome tko mu ga uspije dostaviti. Pronašli su ga i zaštitili Mandalorijanci. Obožavatelji i mediji često ga pogrešno nazivaju "Baby Yoda", dok ga Peli Motto u epizodi "Chapter 5: The Gunslinger" naziva "Bright Eyes". U epizodi "Chapter 13: The Jedi", Ahsoka Tano, nakon telepatskog razgovora s njim, otkriva da je djetetovo pravo ime Grogu.

### Sporedni
- Carl Weathers kao Greef Karga
- Werner Herzog kao The Client
- Omid Abtahi kao Doctor Pershing
- Nick Nolte kao Kuiil
- Taika Waititi kao IG-11
- Emily Swallow kao The Armorer
- Gina Carano kao Cara Dune
- Amy Sedaris kao Peli Motto
- Ming-Na Wen kao Fennec Shand
- Giancarlo Esposito kao Moff Gideon
- Temuera Morrison kao Boba Fett
- Misty Rosas kao Frog Lady
- Mercedes Varnado kao Koska Reeves
- Katee Sackhoff kao Bo-Katan Kryze

## Nastavci i spin-off
U studenom 2020. razmatrana je televizijska serija usredotočena na Boba Fettu. Dana 21. prosinca 2020. najavljena je serija pod nazivom The Book of Boba Fett, koja bi služila kao spin-off Mandaloriana i debitirala na Disney+-u 29. prosinca 2021.
10. prosinca, tijekom "Disney Investor Day 2020", najavljene su dvije spin-off televizijske serije Rangers of the New Republic i Ahsoka. Obje serije razvijaju Favreau i Filoni, a smještene su u istoj vremenskoj crti kao i  Mandalorian a završit će "zapanjujućim događajem".
Disney i Lucasfilm objavili su 25. studenog 2021. da je produkcija spin-off serije Rangers of the New Republic otkazana nakon otkaza Gine Carano, optužene za pisanje negativnog komentara o Židovima holokausta.

## Vanjske poveznice
- Službena stranica na starwars.com
- Službena stranica na disneyplusoriginals
- Službena stranica sve epizode na Disney+
- The Mandalorian u internetskoj bazi filmova IMDb-a